# Даль, Оливия
Оливия Твенти Даль (англ. Olivia Twenty Dahl; 20 апреля 1955 — 17 ноября 1962) — старший ребёнок писателя Роальда Даля и американской актрисы Патриции Нил. Она умерла в возрасте семи лет от энцефалита, вызванного корью, до того, как была разработана вакцина против этой болезни. Романы Роальда Даля «Джеймс и гигантский персик» (1961) и «Большой и добрый великан» (1982) были посвящены Оливии. В результате её смерти Роальд позднее стал сторонником вакцинации, вскоре написав в 1988 году брошюру «Корь — опасная болезнь».

## Биография
Оливия Даль родилась в Нью-Йорке и выросла в деревне Грейт-Миссенден в графстве Бакингемшир. Она была названа в честь Оливии, героини «Двенадцатой ночи» Уильяма Шекспира, любимой пьесы её матери. Её второе имя, Твенти, произошло от даты рождения и того факта, что у её отца было 20 долларов в кармане, когда он впервые увидел новорождённую дочь в больнице. Нил мучилась с непослушной малышкой Оливией первые месяцы после её рождения, но обнаружила, что поведение девочки изменилось после нескольких недель, проведённых со своёй тетей по отцовской линии, Элси Логсдейл. Тогда же Роальд Даль построил свою хижину для письма в саду, названную «Цыганским домом», дабы в тишине и покое можно было писать после её рождения.

### Болезнь и смерть
Оливия пришла домой из своего учебного заведения, подготовительной школы Годстоу, в ноябре 1962 года с запиской, информирующей своих родителей о вспышке кори. Нил связалась со своим зятем Эшли Майлзом, который отправил им гамма-глобулин, который тогда был распространён в Соединённых Штатах, для повышения иммунитета детей против кори. Майлз предоставил лишь небольшое количество лекарства, которое Дали использовали для своего сына Тео. Нил вспомнила в своей автобиографии «Как я есть», что Майлз сказал: «Пусть девочки заболеют корью… Это будет хорошо для них». Впоследствии Оливия заболела корью, и в течение нескольких дней у неё была небольшая лихорадка, после чего начались судороги после того, как она стала всё чаще впадать в беспамятство. Однажды потеряла сознание и была доставлена в больницу Сток-Мандевиль, где скончалась на следующий день.
Нил вспоминала, что позвонил врач и внезапно сообщил ей, что Оливия мертва, и она «не могла поверить и всё время переживала, насколько ей холодно». Позднее мать сожалела, что не видела Оливию после её смерти, поскольку её невестки отговорили её от этого. По словам Нил, её муж «действительно почти сошёл с ума» и от худших поступков их отвергло лишь наличие младших детей. Патриция Нил впоследствии неоднократно вспоминала о дочери, включая публичные выступления, в то время как Роальд молчал о ней до самой своей смерти. Оливию пережили двое других Далей, а сёстры Люси и Офелия родились уже после смерти старшей сестры. Роальд написал отчёт о смерти Оливии в блокноте, который хранил в ящике своего письменного стола; это было обнаружено после его ухода из жизни 28 лет спустя.
Оливия была похоронена на кладбище Святого Иоанна Крестителя в Литтл-Миссендене (англ.). Роальд построил сад камней над её могилой.